# Автошлях E49
Європейський маршрут Е49 —  європейський автомобільний маршрут категорії А в  Центральній Європі, що з'єднує Магдебург, Німеччина і Відень, Австрія .

## Міста, через які проходить маршрут
- Німеччина

*  Магдебург -  Галле - Лейпциг
*  Лейпциг -  Шлайц
* B282  Шлайц - Плауен
* B92 Плауен - Бад-Брамбах - Шенберг-ам-Капелленберг (кордон)
- Чехія

* Войтанов (кордон) - Хеб
* Хеб - Карлові Вари
* Карлові Вари - Пльзень - Чеські Будейовиці
* Чеські Будейовиці - Тршебонь
* Тршебонь - Нова-Весь-над-Лужніці (кордон)
- Австрія

*  Бранд-Нагельберг (кордон) -  Горн
*   Горн - Штоккерау
*  Штоккерау
*  Штоккерау - Відень
Е49 пов'язаний з маршрутами
|  | - E30 - E48 - E51 |  | - E55 - E59 - E441 |  | - E442 - E461 - E551 |

## Фотографії

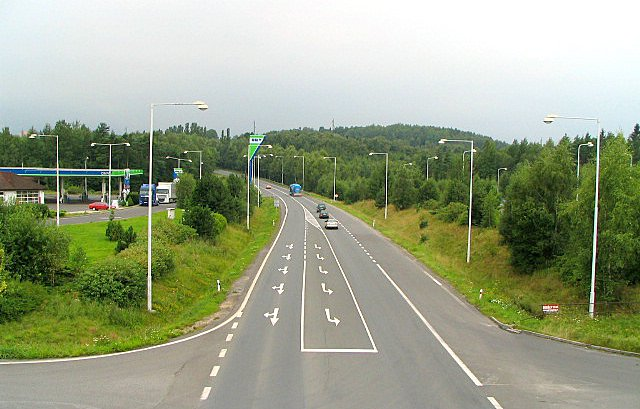
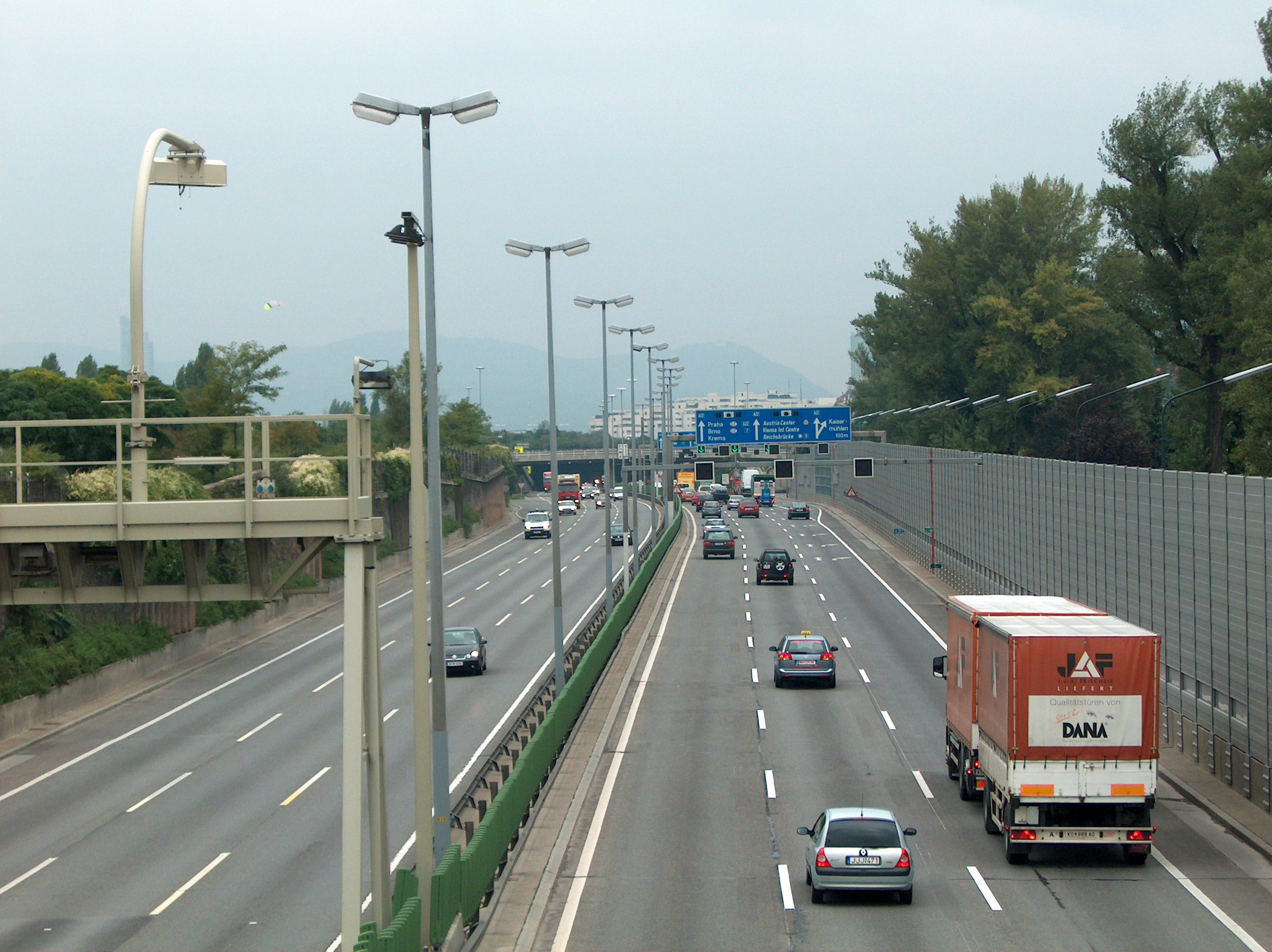
Е49 у Відні
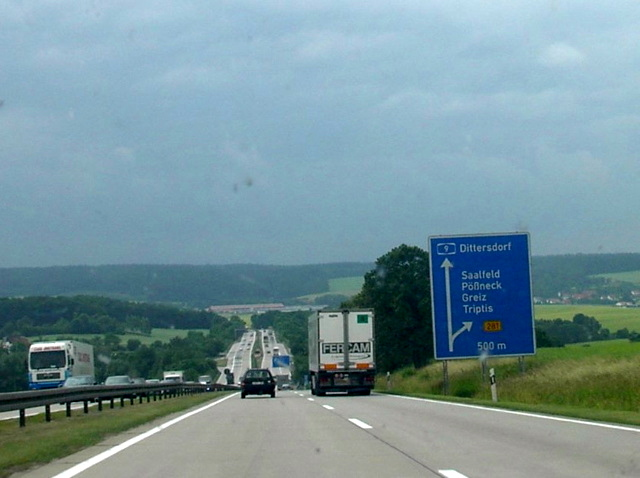

## Див. Також
- Список європейських автомобільних маршрутів